# S–199
Az S–199 az Avia repülőgépgyár által gyártott, átépített vadászrepülőgép, amelyhez a Messerschmitt Bf 109G szlovákiai Škoda Művek gyártott példányait használták fel. A gépeket a németek által hátrahagyott alkatrészekből és tervdokumentációkból építették össze a háború végével. Annak ellenére, hogy a típus sok problémával küszködött és nem volt népszerű a pilóták körében, az Izraeli Légierő lett az első külföldi üzemeltetője az izraeli függetlenségi háború idején. A csehszlovák pilóták Mezek-nek (magyarul öszvér) nevezték, az izraeliek viszont ezt nem vették át, Szakén-nak („kés”) nevezték el, ami az eredeti Messer-ből eredeztethető.

## Története
Az Avia kis ütemben folytatta a Bf 109G gyártását a háború után S–99 típusjellel, azonban hamar kifutottak a rendelkezésre álló DB 605 motorokból, miután a Krásné Březnó-i (Ústí nad Labem része) raktár felrobbant és a bent tárolt motorok gyakorlatilag megsemmisültek. Folytatták a G-sárkány gyártását, azonban egy új erőforrást építettek be: a Ju 88 bombázó Jumo 211F motorját, a He 111 bombázó légcsavarjával kombinálva. Ezen elemekkel a repülőgép az eredeti változatnál is rosszabb kezelhetőséget produkált. A Jumo 211 nehezebb és kisebb teljesítményű volt, mint a DB 605 és a széles légcsavarlapátok nagyobb forgatónyomatékot keltettek, mint az eredeti vadászmotor. Mindez kombinálva a típus egyébként is sokat kritizált kis nyomtávú főfutóművével, extrém terhet jelentett a pilótának, még nagyobb odafigyelést igényelt részéről a fel- és leszállás problémamentes kivitelezése.
Az előd DB-repülőgépmotor noha lehetővé tette a légcsavartengelyen át tüzelő 30 mm-es MK 108 gépágyú alkalmazását, ez a lehetőség már nem állt fenn a Jumo 211-nél. Ebből kifolyólag az Avia felhasználta a Luftwaffe Rüstsatz VI módosítókészletét, mellyel alkalmazni tudták a szárnyfelek alá gondolába szerelt MG 151-eket. Ez a megoldás, ahogy az eredeti „Messer”-nek, ennek a változatnak is rontotta a manőverező képességét (pl. az orsózási szögsebességet). Azonban a legnagyobb veszélyt a beépített MG 131 gépágyúk szinkronizációs problémái okozták, ugyanis gyakran előfordult, hogy a légcsavarkörön keresztül tüzelő két fegyver átlőtte az eredetinél szélesebb légcsavarlapátokat.
Körülbelül 550 darab S–199 épült, melybe beleértendő a később kétülésessé átalakított és felfegyverzett CS–199, illetve a fegyvertelen C–210 is. Az S–199 első felszállása 1947 áprilisában történt, a gyártás pedig 1949-ben fejeződött be.
Az utolsó példányokat 1957-ben vonták ki a csehszlovák „Nemzeti Biztonsági Őrség” (angolul National Security Guard) aktív szolgálatából.

## Típusváltozatok

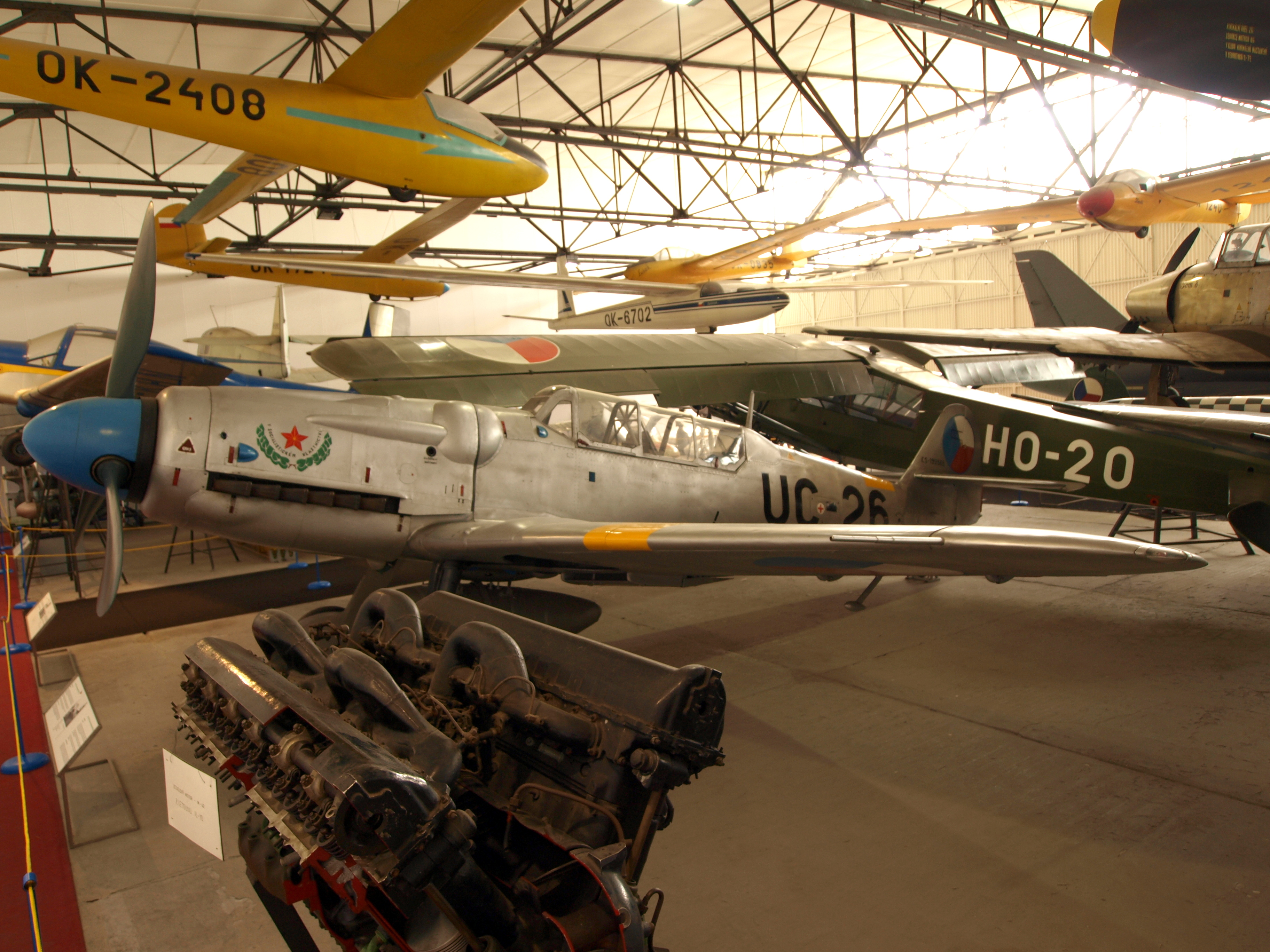
Avia CS.199; Letecké múzeum, Kbely

### S–99 (C–10)
DB605 D motorral szerelt, Csehországban összeszerelt Bf 109G-10 és G-14 változatok

### CS–99 (C–110)
DB 605 motorral szerelt, kétüléses változat

### S–199 (C–210.1 fegyvertelen prototípus)
M-211 motorral szerelt változat

### CS–199
Kétüléses, M-211 motorral szerelt kiképző változat

## Megrendelő és üzemeltető országok

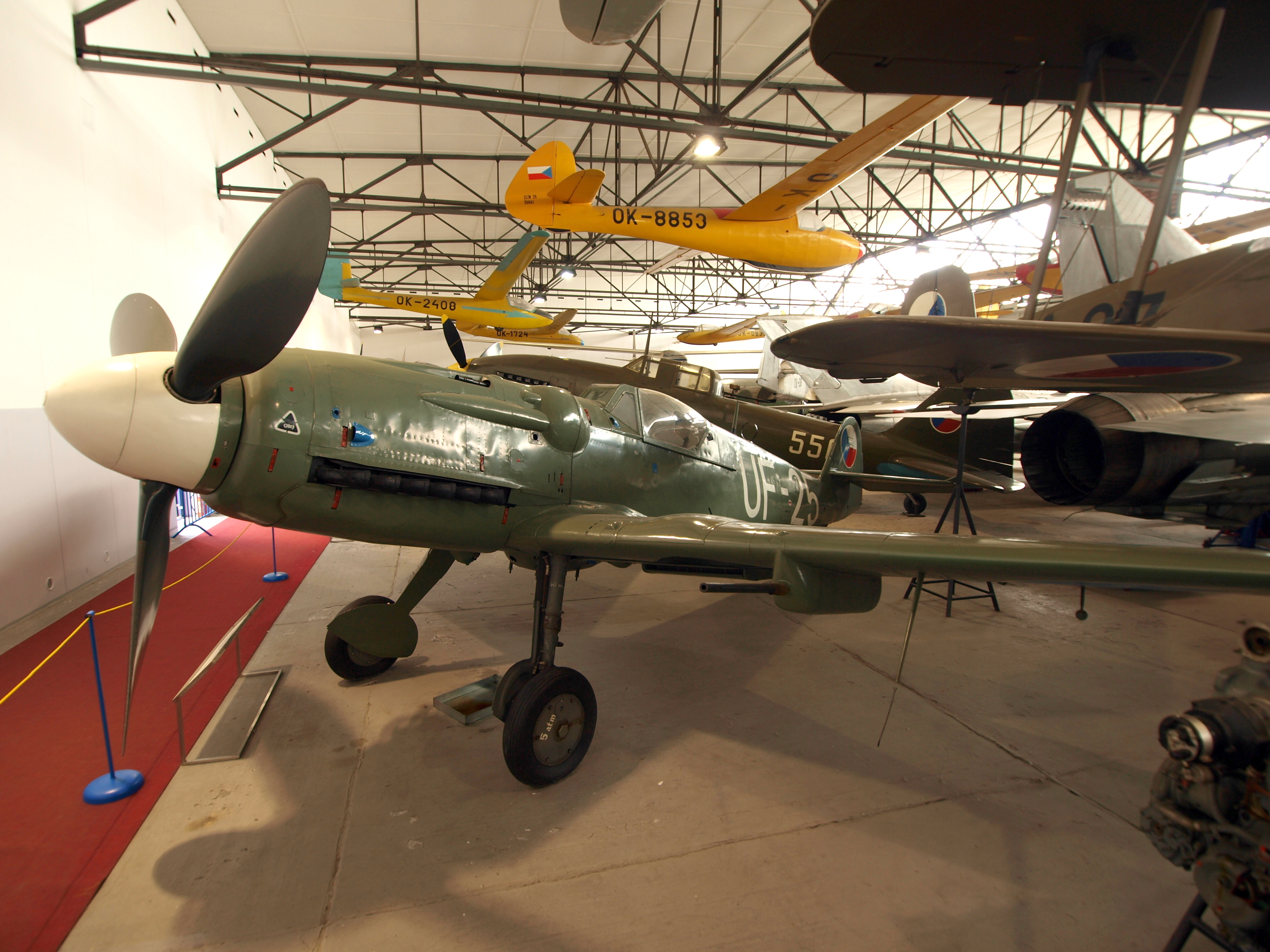
Avia CS.199; Letecké múzeum, Kbely

### Csehszlovákia
Csehszlovák Légierő

### Izrael
Izraeli Légierő

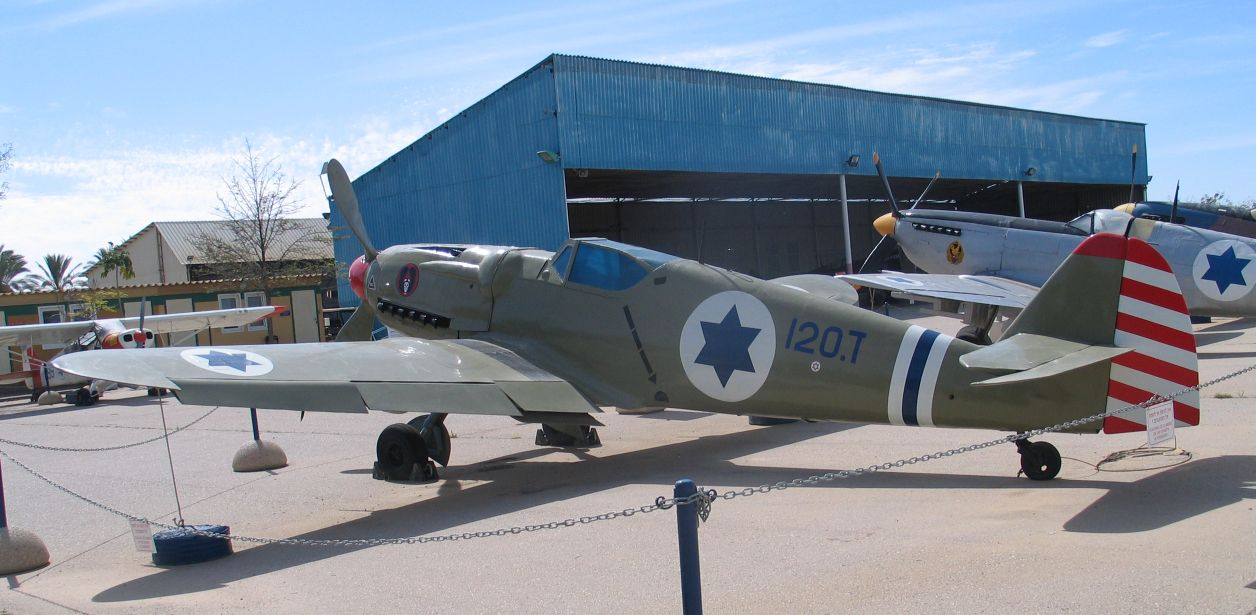
Egy kiállított példány a hacerimi múzeumban

- Huszonöt darabot vásárolt meg 1948 tavaszán Csehszlovákiától 190 000 USD értékben, melyekből kettő kivételével mindet átvettek és a „saját lábukon” repültek át Csehszlovákiából a megalakult Izraelbe, több közép-európai ország légterén átrepülve. Az átrepülés során néhány példány összetört. Az egész művelet az Akce Žatec (Žatec akció) fedőnév alatt zajlott, mely a csehszlovákiai indítórepülőtér nevére utal. A megérkezett gépek a 101. század állományába kerültek. A század állományában a magyar születésű Lou Lenart is repült, illetve Modi Alon érte el a legtöbb légi győzelmet, aki maga is életét vesztette a D–114-ben 1948. október 16-án. Négy gép élte túl a háborút (D–108, D–118, D–120, D–123).

## Külső hivatkozások
- Csehszlovák fegyverszállítások Izraelnek 1947–1949(wd)
- A 101. század információs oldala – 101squadron.com
- A 101. században szolgáló gépek leírása – 101squadron.com

## Fotógyűjtemények
- Norman Graf: Avia S-199 closeup – clubhyper.com